# Michelle
A Michelle a The Beatles angol rockegyüttes dala az 1965-ös Rubber Soul albumukról. A dalt Paul McCartney írta és John Lennon csak a középső nyolcas írásában segített be. A dal egy szerelmi ballada,
szövegének egy részét franciául énekelte McCartney. A Rubber Soul-on való megjelenését követően a dalt kislemezként is kiadták néhány európai országban és Új-Zélandon, valamint 1966 elején pedig egy középlemezen Franciaországban. A The Beatles első számú slágere volt Belgiumban, Franciaországban, Norvégiában, Hollandiában és Új-Zélandon. A David and Jonathan formáció és a the Overlanders együttes feldolgozásai is hasonló sikereket értek el Észak-Amerikában, illetve Nagy-Britanniában. A Michelle 1967-ben elnyerte Az év daláért járó Grammy-díjat, és azóta az egyik leggyakrabban feldolgozott The Beatles-dal lett.

## A dal szerkezete
A Michelle zenéje a dalszövegtől elkülönülten keletkezett. McCartney elmondása szerint:
"A „Michelle”-t Chet Atkins ujjal pengetős technikájával írtam. A "Trambone" című számában a felső szólam egyetlen hangot ismételt meg újra és újra, alatta szól a dallam, amelyhez még basszus is jön, és mindez egy szál gitáron. Klasszikus gitárosok számára persze ez teljesen szokványos technika, a rock 'n' roll gitárosok azonban nem alkalmazták. Ezzel a játékstílussal Chet Atkinsnél és Colin Manleynél találkoztunk először. ... Atkins "Trambone"-ja nyomán én azonban olyan számot akartam, amelyben a dallamot és a basszust egyszerre tudom játszani, és így hoztam össze a "Michelle"-t, amely eredetileg C-dúrban írt instrumentális szám volt."
A Michelle szavai és stílusa a párizsi balparti kultúrából eredeztethető, amely McCartney fiatalkorában nagy népszerűségnek örvendett Liverpool területén. Hozzáteszi: "az olyan emberek, mint Juliette Greco francia sanzonénekes idejében." McCartney elment egy művésztanulók partijára, ahol egy kecskeszakállas és csíkos pólót viselő diák francia dalt énekelt. Hamarosan írt egy bohózatos utánzatot barátai számára, amiben valódi szavak helyett franciás hangú nyögést jelentett. A dal 1965-ig bulis darab maradt, amikor is John Lennon javasolta, hogy dolgozza át, hogy felkerüljön a Rubber Soul albumra.
McCartney megkérte Jan Vaughan francia tanárt és egykori iskolatárának, Ivan Vaughan feleségét, hogy találjon ki egy franciásan hangzó nevet és egy hozzá rímelő kifejezést. McCartney így nyilatkozott: "Azért ragaszkodtam hozzá, mert mindig is azt hittem, hogy a dal franciául szól. Nem tudok rendesen franciául, ezért volt szükségem segítségre a valódi szavak kiválogatásában."
Vaughan előállt a "Michelle, ma belle" rímpárosítással és néhány nappal később McCartney a "these are words that go together well" sor fordítását kérte, ami a "sont des mots qui vont très bien ensemble" ("a szavak, amelyek nagyon jól passzolnak egymáshoz") lett. Amikor McCartney eljátszotta a dalt Lennon-nak, Lennon egy zenei híd javaslatával állt elő. Lennon-t egy előző este hallott dal, Nina Simone I Put a Spell on You feldolgozása ihlette, amely ugyanazt a kifejezést használta, de az utolsó szóként volt rajta a hangsúly: "I love you".
Ennek a dalnak minden változata eltérő hosszúságú volt. A brit monó változat 2 perc 33 másodperc, míg a sztereó keverés 2 perc 40 másodperc lett. Az amerikai monó változat pedig 2 perc 43 másodperc hosszú. A The Beatles: Rock Band videójátékon elérhető verzió 2 perc 50 másodperces hosszúsággal rendelkezik.

## Megjelenése
Az EMI Studios Parlophone kiadója 1965. december 3-án adta ki a Rubber Soul nagylemezt a brit piacon, amelynek első oldalán a Michelle volt a záródal. Az albumot széles körben úgy tekintették, mint amely jelentős előrelépést jelent a The Beatles munkásságában és a pop zene területén. Felidézve az album megjelenését a Mojo magazin egyik 2002-es számában Richard Williams azt állítja, hogy a „Michelle” a „legnagyobb sokk” a kortárs popközönség számára, mivel McCartney „minden nosztalgiáját közvetítette egy biztonságos gyermekkor iránt az 1950-es években, amely egy évtizedig telített. nosztalgia a '20-as és '30-as évek háborúközi biztonsága iránt, amely korszakra ez a dal kifejezetten utal."
Bár Nagy-Britanniában vagy Amerikában egyetlen kislemezen sem jelent meg, ez a szám volt a legnépszerűbb a Rubber Soul albumról az amerikai rádiókban. A dalt kereskedelmi kislemezként is kiadták több más országban. Olaszországban nyolc, Hollandiában hét , Svédországban öt , Dániában négy héten keresztül, valamint Hongkongban, Írországban, Új-Zélandon és Szingapúrban volt listavezető. 1966 májusában a Billboard Hits of the World listján a dalt az 1. helyre sorolta többek között Argentínában és Norvégiában. Franciaországban is az első helyen állt öt hétig, mint egy középlemez nyitódala, mivel Franciaország továbbra is a kiterjesztett lejátszási formátumot részesítette előnyben a kislemezekkel szemben.
Az 1967-es Ivor Novello díjátadón a Michelle nyerte A leggyakrabban előadott zenei alkotás kategóriát 1966-ban, megelőzve a Yesterday-t is. A Michelle 1967-ben elnyerte Az év dalának járó Grammy-díjat a Born Free, a The Impossible Dream, a Somewhere My Love és a Strangers in the Night dalokkal szemben. 1999-ben a BMI a Michelle-t a 20. század Top 100 legtöbbet előadott dalának listáján a 42. helyre rangsorolta.

## Kritikai fogadtatás
Az NME korabeli kritikájában Allen Evans a Michelle-t "emlékezetes számnak" nevezte "bluesos francia hangzással", amelyben McCartney énekhangját "[a] többiek hangszerként használva" támogatták. A Record Mirror kritikusa csodálta a dalszöveget, és azt mondta, hogy a dal „csak távolról, halványan, általános megközelítésben kissé hasonlít a Yesterday-hez, és „egy másik kiemelkedő alkotás”. Eden a KRLA Beattől a Michelle-t "gyönyörű balladának" nevezte, és hozzátette: "Bár egyáltalán nem úgy hangzik, mint a fantasztikus "Yesterday", ez egy újabb gyengéd szerelmes dal, úgy énekelve, ahogy csak Paul tudta énekelni. Franciául énekli a refréneket – és mi lenne jobb nyelv egy szerelmes dalhoz?" Steve Race jazzkritikus és műsorszolgáltató elismerte, hogy "lenyűgözött" a dal, és hozzátette: "Amikor meghallottam a Michelle-t, nem hittem a fülemnek. A második akkord egy A-akkord, míg a fenti dallam hangja A-lapos. Ez egy megbocsáthatatlan összecsapás, olyasmi, amit senki sem nevelt fel, aki tudta, hogy régebbi zenék valaha is meg tudtak volna csinálni. Teljesen egyedi, egy zseniális ütés... Azt hiszem, a puszta zenei tudatlanság tette lehetővé Johnnak és Paulnak de hihetetlen merészség kellett hozzá."

## Feldolgozások
A Michelle volt a Rubber Soul nagylemez legsikeresebb száma, amelyet más művészek is felhasználtak és több tucat feldolgozása készült már a megjelenése után egy évvel később.
Többek között az alábbi művészek dolgozták fel a dalt:
- the Overlanders: az ő feldolgozásuk 1966 január elején a brit slágerlista vezetője volt.[17] Ausztráliában a 2. helyet érte el. A the Overlanders azután adta ki a dalt kislemezként, miután a The Beatles ezt nem volt hajlandó megtenni a brit, valamint az amerikai piacon. Ők megkapták az együttes beleegyezését a feldolgozásba mivel a lemezkiadó eleget tett Brian Epstein kérésének, hogy vonják vissza Lennon elhidegült apjának, Alf Lennon-nak a kislemezét.
- David and Jonathan: a feldolgozásukat is Martin felügyelte. A slágerlista tetején végzett Kanadában,[18] az amerikain a 18., míg a brit slágerlistán a 20. helyre került.[19] Mind a the Overlanders és David and Jonathan feldolgozásai popzene hangzásúak voltak szemben a The Beatles ballada hangzásával. Azt mondja, ezt tovább erősíti az a felfogás, hogy a The Beatles a brit vezetőréteg részévé vált, miután 1965 októberében megkapta A Brit Birodalom Rendje kitüntetésüket II. Erzsébet angol királynőtől.
- Billy Vaughn: ő volt a második énekes, aki a The Beatles változat után nem sokkal feldolgozta a dalt. Vaughn megváltoztatta a dal eredeti hangzásában a második akkordot, hogy belefoglaljon egy A♭ hangzást.
- Andy Williams: ő is feldolgozta a dalt 1966-os The Shadow of Your Smile című albumán.
- Louis Andriessen: 1966-ban a Beatles Songs című albumán Cathy Berberian előadásában hallható a dal szatirikus átirata.
- Sarah Vaughan amerikai jazzénekesnő is feldolgozta a dalt.
- Matt Monro 1973-ban vette fel a dal vonósnégyes feldolgozását.
- Az dalhoz instrumentális változatot adott ki a the Ventures, a Booker T. & the M.G.'s; és a francia zenekarvezető, Paul Mauriat is zenekarával.
- Az olasz énekes, Mango kiadta a dal a cappella feldolgozást a 2002-ben megjelent Disincanto albumán.[20]
- A Rubblebucket zenekar 2010-ben dolgozta fel a dal trip hop változatot, amely felkerült a Triangular Daisies középlemezükre.
- A Beatallica elkészítette a dal feldolgozását a Metallica For Whom the Bell Tolls zenéjével vegyítve. A For Whom Michelle Tolls című egyveleg a 2013-as Abbey Load albumukon jelent meg.
- Drake kanadai rapper Certified Lover Boy című albumáról szereplő Champagne Poetry dala felhasznál egy versszakot a Beatles dal szövegéből vokálként("I love you I love you until I find the only words I know that you").[21]

## McCartney feldolgozása, élőben

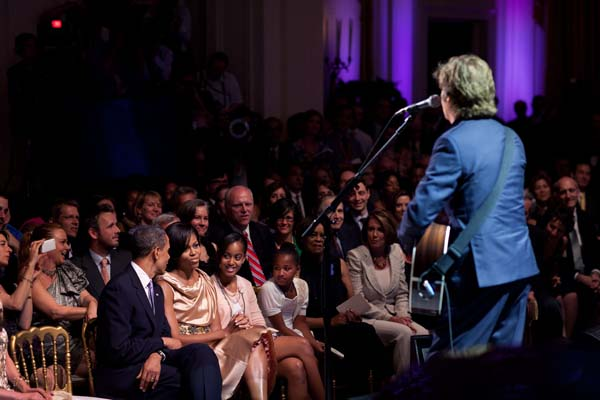
McCartney amint énekli a Michelle dalt Michelle Obamának.

A Michelle-t McCartney az 1993-as világ körüli turnéja során előadta. Azóta ritkán adta elő a, de egy 2009-es washingtoni előadásban bevette Michelle Obama, az amerikai First Lady tiszteletére, és a legtöbb (ha nem az összes) franciaországi koncertjén, ill. más frankofón országban műsorára tűzi.
2010. június 2-án, miután Barack Obama elnök a Fehér Házban rendezett ünnepségen átadta neki a népszerű dalokért járó Gershwin-díjat, McCartney előadta a dalt Michelle Obamának, aki a helyéről énekelt. McCartney viccelődött: "Én lehetek az első srác, akit egy elnök kiütött." Michelle Obama állítólag később azt mondta másoknak, hogy soha nem tudta volna elképzelni, hogy egy afroamerikai lányként nevelkedjen Chicago déli oldalán, hogy egyszer egy Beatles tag a Michelle-t énekli el neki majd, mint az Egyesült Államok First Lady-jének.

## Közreműködött
Walter Everett és Ian MacDonald szerint:
- Paul McCartney – ének, vokál, akusztikus gitár, basszusgitár
- John Lennon – vokál, klasszikus gitár
- George Harrison – vokál, akusztikus gitár, szólógitár
- Ringo Starr – dob

## Helyezések és eladások

### Helyezések

#### The Beatles-változat
| Ország                        | Helyezés |
| ----------------------------- | -------- |
| Ausztriai kislemezlista       | 3        |
| Belga kislemezlista           | 1        |
| Dán kislemezlista             | 6        |
| Finn kislemezlista            | 1        |
| Francia kislemezlista         | 1        |
| Holland kislemezlista         | 1        |
| Norvég kislemezlista          | 1        |
| Nyugat-Német Musikmarkt lista | 6        |
| Olasz kislemezlista           | 1        |
| Svéd kislemezlista            | 1        |
| Új-Zélandi kislemezlista      | 1        |

### Eladások
| Régió  | Minősítés | Eladási szám |
| ------ | --------- | ------------ |
| Norvég | Ezüst     | 25,000+      |

## Fordítás
Ez a szócikk részben vagy egészben  a   Michelle (song) című angol Wikipédia-szócikk fordításán alapul.  Az eredeti cikk szerkesztőit annak laptörténete sorolja fel. Ez a jelzés csupán a megfogalmazás eredetét és a szerzői jogokat jelzi, nem szolgál a cikkben szereplő információk forrásmegjelöléseként.

### Angol nyelvű
- Everett, Walter: The Beatles as Musicians: The Quarry Men through Rubber Soul. New York: Oxford University Press, 2001. ISBN 0-19-514105-9
- Lewisohn, Mark: The Complete Beatles Recording Sessions. London: Hamlyn, 1988. ISBN 978-0-600-63561-1
- Sheff, David: All We Are Saying: The Last Major Interview with John Lennon and Yoko Ono. New York: St. Martin's Griffin, 2000. ISBN 0-312-25464-4

### Magyar nyelvű
- Barry Miles: Paul McCartney; ford. Lénárt Levente; Cartaphilus, Budapest, 2009 (Legendák élve vagy halva) ISBN 978-963-2660-96-7
- Bánosi György – Tihanyi Ernő: Beatles zenei kalauz. Az együttzenélés és a szólóévek. 1958–1999. Budapest: Anno Kiadó, 1999. ISBN 963-853-895-3
- Ian Macdonald: A fejek forradalma. A Beatles és a hatvanas évek. (ford. Révbíró Tibor) Budapest: Helikon Kiadó, 2015. ISBN 978-963-227-468-3
- Marsi József: Beatles Kódex – A Beatles együttes teljes életművének enciklopédiája. (bővített kiadás) Budapest: Könyvműhely, 2022. ISBN 978-615-01-5036-9
- The Beatles. Antológia. (szerk. Brian Roylance et al., ford. Árokszállásy Zoltán, Béresi Csilla) Budapest: Kossuth Kiadó, 2001. ISBN 963 09 4258 5

## Külső hivatkozások
- A Michelle dalszövegének kézirata a British Library The Beatles Loan Archiválva 2023. július 16-i dátummal a Wayback Machine-ben oldalán
- Allan W. Pollack megjegyzései a Michelle dalhoz
- The Beatles – Michelle a Youtube-on